# Pedro Paulo de Souza Nunes
Pedro Paulo de Souza Nunes é um escritor brasileiro.

## Biografia
Pedro Paulo é natural do distrito São Francisco de Paula, que desmembrado de São João da Barra em 1995 virou município São Francisco de Itabapoana , estado do Rio de Janeiro, cidade onde viveu até os sete anos,quando a família resolveu ir para a capital, mais exatamente para o bairro do Andaraí.
Anos depois mudou para Nova Iguaçu, na Baixada Fluminense,onde participou do grupo de jovens da Igreja Católica, nas folgas das atividades no comércio da família. E foi para o grupo de jovens que escreveu o primeiro texto: Uma adaptação da parábola do Filho Pródigo para uma encenação teatral na comunidade.
Ainda jovem teve que deixar o Rio para trabalhar em Serra, ES, como operário eletricista na construção da Companhia Siderúrgica de Tubarão, CST. O hábito de escrever o acompanhou e passou a escrever crônicas no Jornal Acontece, de Serra.Entre 1986 e 1988 montou em praças e centros comunitários suas peças teatrais Menor Abandonado e Negro, Raíz da Liberdade, onde também atuava como ator, aproveitando os ensinamentos do curso feito com o professor Eleazar Pessoa. Em 1993 fundou na cidade a Academia de Letras e Artes da Serra, e um ano depois o Conselho de Cultura.
Em 2006 participou com vários contos da coletânea Poetas e Escritores da Serra. Em 2007 sua peça infantil O laboratório do Professor Louquinho da Silva, escrita vinte anos antes, foi montada no Teatro Edith Bulhões, em Vitória. O Grande Dia livro de contos lançado em 2009 retrata o cotidiano de pessoas comuns às vezes em situações inusitadas. São oito histórias divididas em 184 páginas. O conto que fecha o livro, As cartas não mentem jamais, sobre as agruras vividas por uma cartomante extremamente ética, já tem pronta sua versão para o teatro.
Em 2013 lança nova obra o romance A Corda Bamba, com 250 páginas. A trama gira em torno de um caso de roubo seguido de morte em um ferro velho. Francisco Proença, investigador de polícia mal resolvido com a profissão, investiga o caso. Após cumprir licença pela morte de sua mãe ele se surpreende quando é informado da confissão do principal suspeito detido por ele semanas antes. Antes, Jerônimo dos Santos, vulgo Tiro Certo,negava ter dado o tiro que atingiu fatalmente o proprietário do estabelecimento. Caso encerrado, resolve procurar a família do preso e pessoas que trabalham no ferro velho causando descontentamento dos colegas policiais.
Em A Corda Bamba mais importante do que tiros e correrias tão comuns em estórias policiais são os dramas e as angústias de cada personagem.
Em 2014 o romance A Corda Bamba foi selecionado pela secretaria de Estado da Educação do Espírito Santo para distribuição em escolas públicas de Ensino Médio e bibliotecas da rede. A obra foi avaliada e selecionada pela Comissão de 
Análise de Livros Literários da Sedu, representantes da Academia 
Espírito-santense de Letras (AESL), Universidade Federal do Espírito 
Santo (UFES) e Biblioteca Pública do Espírito Santo (BPES). 
O autor também é cronista e assina a coluna Nosso Lugar e Tempo, no jornal Tempo Novo semanário da cidade de Serra, ES. Seus textos são publicados nos cadernos de cultura de jornais de grande circulação no Espírito Santo, como A Tribuna e A Gazeta. Neste último, na edição de 16 de setembro de 2017, teve publicada a crônica As Festas, tendo a finitude como tema. Na semana seguinte era convidado por várias escolas para falar sobre o texto levado por educadores para as salas de aula na cidade. 
A obra de prosa mais recente é o romance O Estranho Visitante. Conta a estória de um casal separado, Vitor e Ana Paula, e em fase de divórcio, e seus dois filhos, Bruno, 11 anos e Bárbara, de 9. Numa noite chuvosa, os irmãos abrem a porta da residencia para um desconhecido que fugia da chuva e dos cachorros vira-latas. Maltrapilho e desorientado, ele não se recorda de veio e nem do próprio nome. O gesto feito às escondidas, mas logo descoberto pela mãe, levará a uma constatação: a vida dos envolvidos nunca mais será a mesma.  
Em início de 2018 O Estranho Visitante - então inédito - foi premiado em edital da Secretaria de Estado da Cultura do Espírito Santo - SECULT, obtendo 94 pontos em 100 possíveis, pontuação que o colocou entre os sete contemplados com 183 concorrentes. 

## Influências
Leitor precoce de grandes autores como Machado de Assis, Guimarães Rosa, Lúcio Cardoso, do qual tem como um dos livros de cabeceira A Crônica da Casa Assassinada, e outros mais contemporâneos como Rubem Fonseca e Luiz Vilela. 